# Grånackad tangara
Grånackad tangara (Sicalis luteocephala) är en fågel i familjen tangaror inom ordningen tättingar.

## Utseende
Grånackad tangara är en vacker finkliknande tangara. Den har gult på huvudet och ner till mitten av bröstet, starkt kontrasterande mot i övrigt mestadels grå fjäderdräkt. Arten liknar altiplanotangaran, men skiljer sig genom mestadels grå undersida.

## Utbredning och systematik
Fågeln förekommer i höglänta områden i västra Bolivia och nordvästra Argentina (Jujuy). Den behandlas som monotypisk, det vill säga att den inte delas in i några underarter.

### Familjetillhörighet
Liksom andra finkliknande tangaror placerades denna art tidigare i familjen Emberizidae. Genetiska studier visar dock att den är en del av tangarorna.

## Levnadssätt
Grånackad tangara hittas i öppna miljöer som öknar, grusslätter och vägkanter. Den formar gärna flockar, ofta med andra Sicalis-arter.

## Status
Arten har ett stort utbredningsområde och beståndet anses vara stabilt. Internationella naturvårdsunionen IUCN listar den därför som livskraftig (LC).